# Liste der Monuments historiques in Avrilly (Allier)
Die Liste der Monuments historiques in Avrilly (Allier) führt die Monuments historiques in der französischen Gemeinde Avrilly auf.

## Liste der Objekte
| Bezeichnung                           | Beschreibung                     | Standort                        | Kennzeichnung | Schutzstatus | Datum | Bild |
| ------------------------------------- | -------------------------------- | ------------------------------- | ------------- | ------------ | ----- | ---- |
| Tabernakel (Foto in der Base Palissy) | Holz, vergoldet, 17. Jahrhundert | in der Kirche St-Honorat (Lage) | PM03000020    | Classé       | 1907  |      |